# Château du Muguet
Pour les articles homonymes, voir Muguet.
Le château du Muguet est un château français se situant sur la commune de Breteau, dans le sud-est du département du Loiret et dans la région Centre-Val de Loire.
Le château est célèbre pour avoir accueilli la conférence de Briare, avant-dernière réunion du Conseil suprême interallié, les 11 et 12 juin 1940 durant la Seconde Guerre mondiale.

## Architecture et localisation
Le château a été construit en 1863 dans un style néo-Louis XIII selon les plans de l'architecte Arthur Froelicher. Il est situé à l'ouest de la commune de Breteau, sur la route départementale 47 en direction d'Ouzouer-sur-Trézée, à proximité des lieux-dits de la Clairditière et de la Gipauderie, et au sud de l'étang de la Grande Rue.
Le château et ses écuries sont inscrits à l'inventaire des Monuments historiques depuis le 9 septembre 1991.

## Conférence de Briare
Le Conseil suprême interallié (franco-anglais) se tient les 11 et 12 juin 1940. Les principaux participants étaient :
- côté britannique, le Premier ministre Winston Churchill, le secrétaire d'État à la Guerre Anthony Eden, les généraux Spears, délégué spécial britannique auprès du gouvernement français, Ismay et Dill
- côté français, le président du Conseil Paul Reynaud, le vice-président du Conseil Philippe Pétain, Charles de Gaulle tout nouveau sous-secrétaire d'État à la Guerre et à la Défense nationale, les généraux Maxime Weygand, et Alphonse Georges, son adjoint.

Lors de la débâcle de juin 1940, le gouvernement français s'était replié sur Tours et les châteaux environnants. Le Grand quartier général se replia lui à Briare, tandis que le général Weygand, généralissime de l'armée française, et son cabinet s'installèrent au château du Muguet, à quelques kilomètres de là. C'est ce lieu que choisit Paul Reynaud, président du Conseil pour organiser la réunion demandée par Churchill et qui prendra le nom de conférence de Briare.